# ذی عمران (دهستان)
 ذی عمران  (در عربی:  ذِی عُمران )
دهستانی بزرگی است در عزلهٔ (ریمه جیلان)، در ناحیه (الجعفریة)، از توابع استان رَیمه، در کشور یمن در شبه جزیره عربستان. 

## جمعیت
جمعیت این دهستان در حدود ( ۷۲۸۹ نفر و (۱۸ خانوار ) می‌باشد. 

## روستاها
روستاهای توابع این دهستان عبارتند از:
- روستای: وصیة عمران
- روستای: عزله بنی العمراس
- روستای: ناحیة العتمة
- روستای: قَضاء آنِس
- روستای: العَدایین
- روستای: بنو عمران